# Bánh cốm Nguyên Ninh

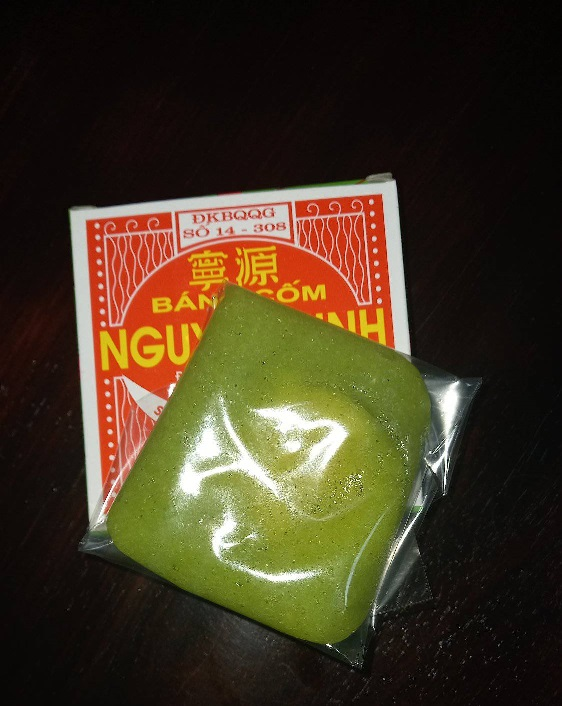
Một chiếc bánh cốm Nguyên Ninh

Bánh cốm Nguyên Ninh là một thương hiệu bánh cốm thành lập từ năm 1865 tại số 11 phố Hàng Than, quận Hoàn Kiếm, Hà Nội. Thương hiệu bánh cốm này thường được xem là thương hiệu được người dân Hà Nội ưa chuộng và sử dụng nhiều nhất mỗi khi nhắc đến bánh cốm. Hiện nay, bánh cốm Nguyên Ninh đang đối mặt với việc nhiều nhãn hiệu làm giả và làm nhái thương hiệu cũng như sản phẩm. 

## Lịch sử hình thành
Bánh cốm Nguyên Ninh ra đời từ năm 1865 do tổ tiên của dòng họ Nguyễn Duy là người đầu tiên làm ra chiếc bánh cốm. Qua đó, người ta cho rằng Nguyễn Duy cũng là "ông tổ" của loại bánh này. Theo nguồn tin khác từ báo Công an nhân dân đưa tin, người đầu tiên làm ra bánh cốm lại là cụ bà Trưởng Ái của dòng họ Nguyễn Duy, còn gọi là cụ Cốm. "Nguyên Ninh" được in trên bao bì sản phẩm là "寧原", có nghĩa là "nguyên gốc làng Yên Ninh". Thời điểm này, phố Hàng Than thuộc làng Yên Ninh, tổng Yên Thành, vốn thuộc về ngoại thành Hà Nội. Thời điểm hiệp định Paris năm 1898 được kí kết, chính phủ Việt Nam đã cử một người trong dòng họ sang Pháp mở một tiệm bánh Nguyên Ninh. Do vậy mỗi khi về thăm quê hương, những người Việt kiều thường tìm đến mua bánh cốm Nguyên Ninh tại phố Hàng Than để làm quà.
Thời điểm mới ra mắt, những chiếc bánh cốm hiệu Nguyên Ninh được bán ở chợ Đồng Xuân và nhanh chóng nổi tiếng khắp Hà Nội. Trải qua 6 thế hệ nối dõi nghề làm bánh, chất lượng và uy tín của bánh cốm Nguyên Ninh vẫn được duy trì, được cho là nhờ "bí kíp riêng chỉ được truyền dạy cho con cháu trong nhà hơn 150 năm". Theo đó, mọi thành viên trong gia đình dòng họ Nguyễn Duy "đều phải có ý thức gìn giữ nghề gia truyền và đều phải học cách làm bánh". Ngay từ thời Pháp thuộc, bánh cốm Nguyên Ninh đã có bản đăng ký "nhãn hiệu trình tòa".

## Phương thức sản xuất
Quá trình chế biến bánh cốm Nguyên Ninh có tính chất phức tạp. Ngay từ khâu chọn nguyên liệu, người làm phải chọn loại cốm, đỗ xanh một cách cẩn thận. Người nhà Nguyên Ninh cho biết, khâu quan trọng nhất là cách xào cốm. Thành viên trong nhà cũng phải học nhiều năm mới có thể xào cốm thành thạo để cho ra những chiếc bánh đảm bảo hương vị. Nét đặc trưng riêng của bánh cốm hiệu này là hoàn toàn không pha bột, chỉ làm bằng cốm nguyên chất và không xay để tránh mất hương vị. Tờ VnExpress cho rằng việc bỏ qua công đoạn xay mà vỏ bánh vẫn dẻo mịn là "bí kíp gia truyền" của hiệu bánh này.
Để có được món bánh cốm chất lượng, gia đình Nguyên Ninh đã sử dụng các nguyên liệu cốm từ làng Vòng tại Hà Nội, làng Lũ tại Thái Bình. Nhân bánh là đậu xanh được lấy từ Sơn La, Bắc Giang. Bánh cốm thương hiệu này vốn không có chất bảo quản nên chỉ giữ được trong 4 ngày. Đậu xanh dùng làm nhân bánh phải được lựa chọn kỹ, hạt mẩy đều, thêm các loại phụ gia như mứt sen trần, dừa nạo. Cốm được ướp theo cách riêng rồi đem xào trên chảo nóng với đường kính khoảng 2 tiếng đến khi hạt nếp quện lại nhưng vẫn phải giữ được màu xanh, sau đó được nhỏ vài giọt nước cất hoa bưởi để tạo thêm hương vị.

## Ảnh hưởng và tiếp nhận
Bánh cốm là biểu tượng của Hà Nội, không chỉ vì nguồn gốc xuất xứ mà còn do ảnh hưởng của loại bánh này đến văn hóa và lối sống của người Hà Nội. Tuy vậy, bánh cốm Nguyên Ninh vẫn được bình chọn là "ngon nhất" bởi từng bí quyết và kỹ thuật làm cốm chỉ những người trong dòng họ Nguyễn Duy mới biết. Một tờ báo khác khẳng định do thương hiệu này là thương hiệu bánh cốm gia truyền nên được nhiều người ưa chuộng. Tùy bút Hà Nội băm sáu phố phường của Thạch Lam xuất bản 1943 có nhắc đến 2 hiệu bánh cốm. Tuy vậy, ông chỉ nhắc đến hiệu "Nguyên Ninh". Theo VietnamPlus, bánh cốm Nguyên Ninh đã trở thành "một trong những đặc sản không thể không nhắc đến đối với ẩm thực Hà Nội". Tờ báo này cũng cho rằng "người Hà Nội tự hào vì có bánh cốm Nguyên Ninh".

## Thực trạng làm giả
Ông Nguyễn Duy Anh – đại diện thương hiệu bánh cốm Nguyên Ninh cho biết đến năm 2022 chỉ có cơ sở duy nhất tại 11 phố Hàng Than và đã được cấp giấy chứng nhận đăng ký nhãn hiệu hàng hóa của Cục Sở hữu Công nghiệp từ ngày 17 tháng 11 năm 1994 và đã được cấp phép đăng ký kinh doanh theo quy định của pháp luật Việt Nam. Cơ sở này không kinh doanh online, cũng không bán qua các kênh phân phối sàn giao dịch điện tử, hay các ứng dụng đặt đồ ăn. Những năm đầu thập niên 2020, phố Hàng Than đã có tới hơn 20 tiệm mang tên "Nguyên Ninh" khác nhau và đều là giả mạo.

### Bị nhái trên website
Dãy phố Hàng Than tại Hà Nội đã có thời điểm nhiều cửa hàng làm và bán bánh cốm đều dùng chữ "Ninh". Cũng chính vì vậy, Nguyên Ninh đang đối mặt với việc bị nhiều thương hiệu làm giả, làm nhái. Những người lừa đảo này sẽ sử dụng các các fanpage, website được lập ra hàng loạt với những cái tên gần giống nhau để khó phân biệt. Lợi dụng cơ chế của Facebook, Google cho phép việc thoải mái đặt tên, các đơn vị lừa đảo đa số đều đặt cụm từ: "Bánh cốm Nguyên Ninh" trong trang thông tin của mình nhằm gây ra sự nhầm lẫn cho người tiêu dùng. Những bức ảnh có chèn logo của thương hiệu gốc đã bị chỉnh sửa hoặc chèn logo của thương hiệu giả mạo lên. Ngay cả các bài viết của thương hiệu gốc cũng bị sao chép, thay đổi thông tin liên hệ, địa chỉ. Đứng trước sự việc, thương hiệu này bày tỏ sự khuyến khích thực khách mua trực tiếp tại cửa hàng để tránh đặt nhầm.

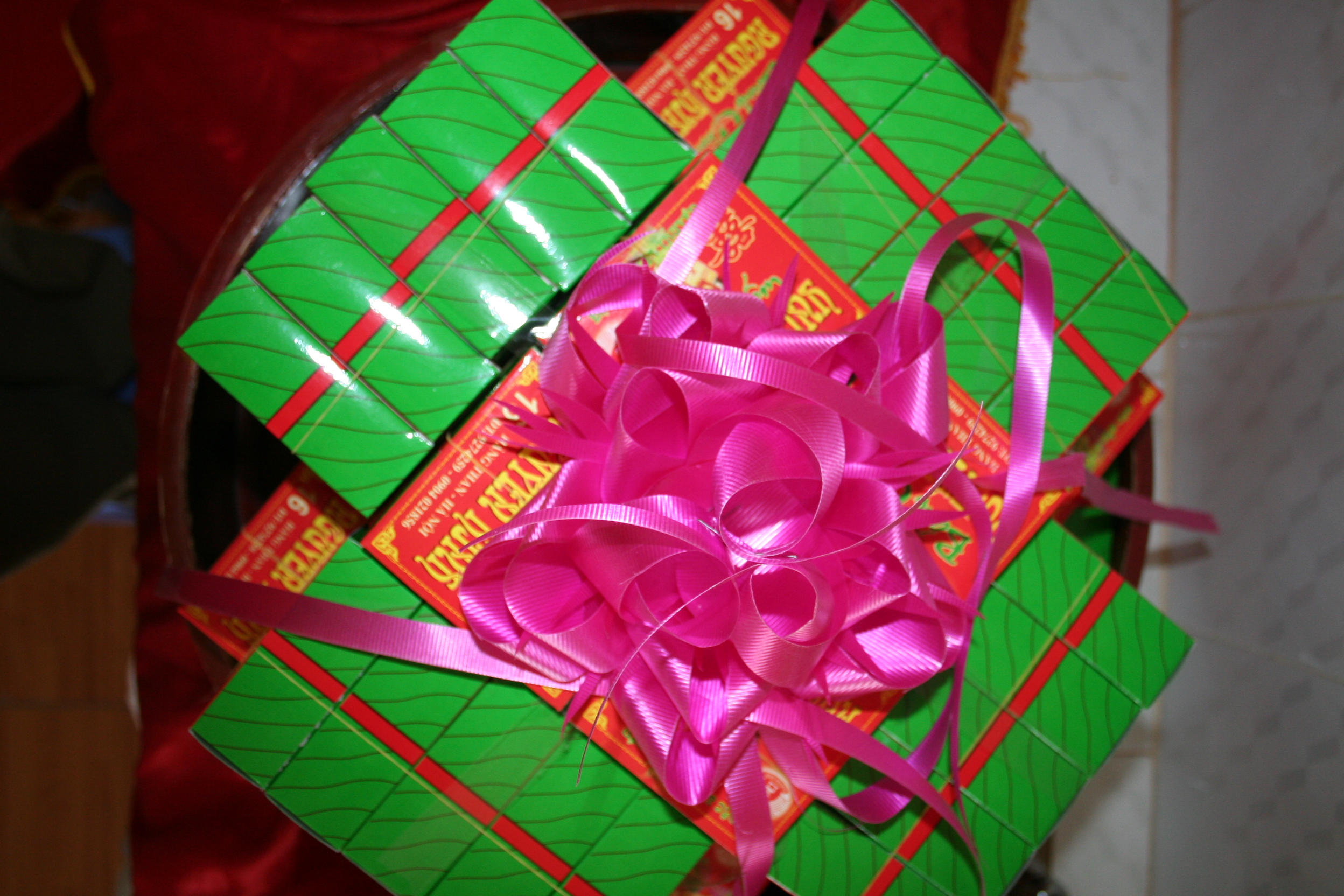
Một mâm bánh cốm mang thương hiệu Nguyên Ninh nhưng có chữ Hỷ (喜), vốn nguyên gốc bánh cốm Nguyên Ninh không có chữ này

### Hàng giả trên thị trường
Khi tra cứu nhãn hiệu bánh cốm "Nguyên Ninh" trên trang thông tin của Cục sở hữu trí tuệ, nhãn hiệu này đã được bảo hộ theo dạng hình ảnh. Hiện nay, hầu hết các cửa hàng bán hàng giả, hàng nhái đều có in chữ Hỷ (喜) trên bao bì. Bánh cốm Nguyên Ninh chính gốc vốn không có chữ Hỷ. Nhãn hiệu Nguyên Ninh được cấp văn bằng có thời hạn đến ngày 12 tháng 4 năm 2024 đi kèm với 30 với sản phẩm cốm.
Năm 2021, Công an Việt Nam từng phát hiện một vụ sản xuất số lượng lớn bánh cốm và bánh xu xê mang nhãn hiệu "Nguyên Ninh, số 11 Hàng Than – Hà Nội" với hơn 525 hộp bánh tại thành phố Phủ Lý. Sau đó, Công an tỉnh Hà Nam cũng ra quyết định khởi tố vụ án hình sự về vụ việc này. Qua vụ việc làm giả bánh cốm và các sản phẩm khác của thương hiệu Nguyên Ninh, một tờ báo đã đặt ra nhiều vấn đề xung quanh việc bảo hộ nhãn hiệu là đặc sản địa phương tại Việt Nam.

## Bê bối
Ngày 2 tháng 1 năm 2025, thương hiệu Bánh cốm Nguyên Ninh tại số 11 Hàng Than đã bị yêu cầu tạm dừng hoạt động để khắc phục nhiều vi phạm liên quan đến vệ sinh và an toàn thực phẩm. Theo điều tra sơ bộ, trong khu vực sản xuất có phát hiện côn trùng và phân động vật. Cơ sở này sau đó bị xử phạt 40 triệu đồng.